# Arapahoe County
Arapahoe County je okres ve státě Colorado v USA. K roku 2010 zde žilo 572 003 obyvatel. Správním městem okresu je Littleton. Celková rozloha okresu činí 2 086 km².